# ディオゴ・アレクシス・ロドリゲス・コエーリョ
ディオゴ・アレクシス・ロドリゲス・コエーリョ・エズチャクマク（Diogo Alexis Rodrigues Coelho Özçakmak、1993年9月14日 - ）は、ポルトガル・ポンタ・ド・ソル出身のプロサッカー選手。ポジションは、ディフェンダー（センターバック）。